# Казычка
Казычка — река в России, протекает в Бондарском районе Тамбовской области. Правый приток реки Керши.

## География
Река Казычка берёт начало восточнее села Керша. Течёт на север по открытой местности. Устье реки находится ниже села Казывань в 48 км по правому берегу реки Керша. Длина реки составляет 11 км.

## Данные водного реестра
По данным государственного водного реестра России относится к Окскому бассейновому округу, водохозяйственный участок реки — Цна от города Тамбов и до устья, речной подбассейн реки — Мокша. Речной бассейн реки — Ока.
Код объекта в государственном водном реестре — 09010200312110000029140.